# Discothyrea neotropica
Discothyrea neotropica é uma espécie de formiga do gênero Discothyrea, pertencente à subfamília Proceratiinae.